# کامرون البرزیان
کامران البرزیان (انگلیسی: Cameron Alborzian؛ زادهٔ ۲۶ فوریهٔ ۱۹۶۷) مدل ایرانی‌تبار و متخصص سلامت جامع‌نگر است. او پس از کسب شهرت در عرصه مد و نمایش‌های مد، به حرفه‌ای در زمینه درمان جامع‌نگر روی آورد و در آیورودا، یوگا و نظام‌های باستانی سلامت تخصص یافت.
البرزیان در اواخر دهه ۱۹۸۰ و اوایل دهه ۱۹۹۰ به‌عنوان اولین سوپرمدل مرد به شهرت جهانی دست یافت. او با برخی از برجسته‌ترین خانه‌های مد جهان از جمله گس، لویز، ورساچه، کریستین دیور، والنتینو، شنل، گوچی، ژان پل گوتیه، دولچه گابانا، کارل لاگرفلد، مونتانا، جان گالیانو، ایو سن لوران، ویوین وست‌وود، لویی ویتون، تام فورد، رالف لورن، بیژن، جورجو آرمانی و دیگر طراحان همکاری کرد.

## اوایل زندگی
البرزیان در تهران، ایران، از مادری انگلیسی و پدری ایرانی زاده شد. او در بریتانیا بزرگ شد.
شروع حرفه مدلینگ او پس از آن بود که یک «تالنت اسکات» در خیابان‌های لندن او را کشف کرد. چند هفته بعد، او در نمایش ژان پل گوتیه در پاریس حضور یافت و حرفه خود را آغاز کرد.

## حرفه

### مدلینگ
البرزیان از طریق حرفه مدلینگ به شهرت رسید و توجه گسترده‌ای را به خود جلب کرد. او در موزیک‌ویدئوی آهنگ «خودتو نشون بده» مدونا به‌عنوان معشوقه او ایفای نقش کرد.  همچنین در سال ۱۹۹۷ در موزیک‌ویدئوی آهنگ «چیزی درباره ظاهر امشب تو» از التون جان، در کنار کیت ماس ظاهر شد.
او علاوه بر گوتیه، با طراحانی چون دیور و ایو سن لوران همکاری کرد. شهرت گسترده‌تر او در سال ۱۹۸۸ با قرارداد با برند جینز گس به‌دست آمد.
در سال ۱۹۹۸، همراه با مدل‌های دیگر مانند نائومی کمپبل، کریستی ترلینگتون و کیت ماس در رویدادی خیریه به نفع صندوق ماندلا به آفریقای جنوبی سفر کرد و با نلسون ماندلا دیدار نمود.
در سال ۲۰۰۵، او حرفه مدلینگ را کنار گذاشت تا مسیر معنوی را دنبال کند و به‌عنوان «یوگی کامران» شناخته شد.

### متخصص آیورودا و یوگا
پس از درگذشت دوست و مرشد نزدیکش در زمینه طب طبیعی، البرزیان دوره‌های آموزشی یوگا را در مؤسسه اینتگرال یوگا و یوگاویل در نیویورک گذراند. او همچنین دوره کارشناسی ارشد رفلکسولوژی را در مرکز اوپن در نیویورک تکمیل کرد. در سال ۲۰۰۳، تحصیلات خود را در مؤسسه آرشا یوگا ویدیا پیتام تراست در کوییمباتور، تامیل نادو، هند ادامه داد. در آنجا، او آیورودا و یوگا را تحت نظر سری وی. واسودوان، که در سنت برهماسری پومولی نیلاکانتان نامبوتریپاد، برهماسری چروکالاکاپورات کریشنان نامبوتری و یوگی نارایانجی مهاراج تحصیل کرده بود، آموخت.
او که اکنون با نام یوگی کامران شناخته می‌شود، چندین کتاب در زمینه یوگا، آیورودا و سلامت جامع‌نگر تألیف کرده است از جمله کتاب‌ها او می‌توان به «گورو در شما»، «اکنون زمان است»، «کد یوگی»، «نقشه واحد» و «تحول سلامت» اشاره کرد.